# تل شغيب
تل شغيب قرية سوريّة تتبع إداريّاً لمحافظة حلب منطقة جبل سمعان ناحية مركز جبل سمعان، بلغ تعداد سكانها 5,110 نسمة حسب التعداد السكاني لعام 2004.